# Prudence Carter

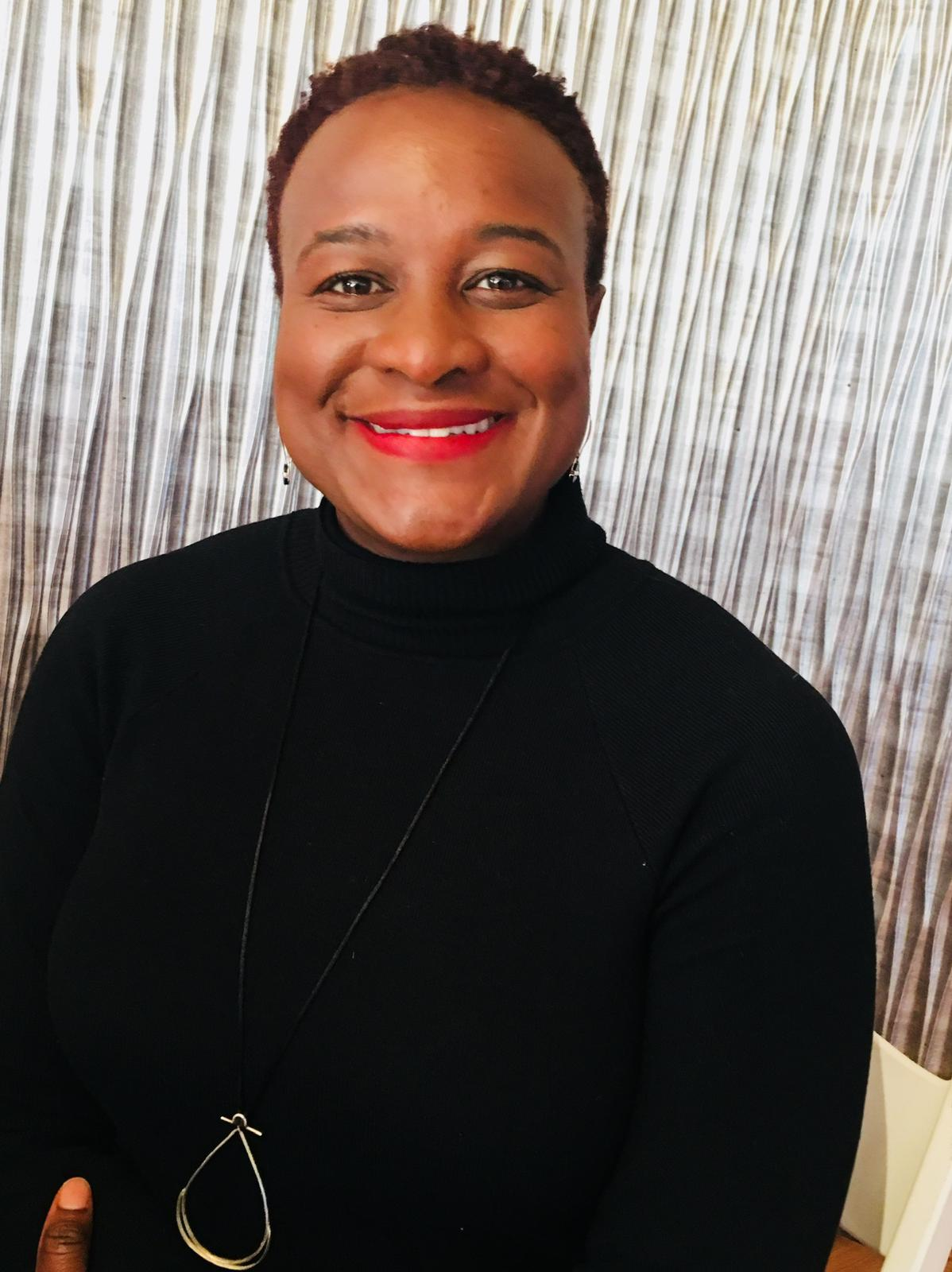
Prudence Carter (2021)

Prudence Carter ist eine US-amerikanische Soziologin, die als Professorin an der Brown University forscht und lehrt. Sie wurde 2023 zur Präsidentin der American Sociological Association (ASA) gewählt.

## Leben
Carter machte einen Bachelor-Abschluss in den Fächern Angewandte Mathematik und Wirtschaftswissenschaft an der Brown University, einen Master-Abschluss (Soziologie und Pädagogik) am Teacher College der Columbia University und später einen weiter Master-Abschluss an der Columbia-University, dort wurde sie auch zur Ph.D. promoviert. Von 2016 bis 2021 war sie Professorin und Dekanin der Graduate School of Education in Berkeley. Dann trat sie die Sarah und Joseph Jr. Dowling Professur für Soziologie an der Brown University an. 2024 wurde Carter zum Mitglied der American Academy of Arts and Sciences gewählt.
In ihrer Forschung sucht Carter nach Erklärungen für anhaltende Ungleichheiten in Bildung und Gesellschaft und deren mögliche Aufhebung. Insbesondere untersucht sie akademische und Mobilitätsdisparitäten, die durch die Auswirkungen von Rasse, ethnischer Zugehörigkeit, Klasse und Geschlecht geprägt sind.

## Schriften (Auswahl)
- Stubborn roots. Race, culture, and inequality in U.S. and South African schools. Oxford University Press, New York 2012, ISBN 978-0-19-989963-0.
- Keepin' it real. School success beyond black and white. Oxford University Press, Oxford/New York 2005, ISBN 978-0-19-532523-2.